# 休·羅伯特·米爾
休·羅伯特·米爾（英語：Hugh Robert Mill，1861年5月28日—1950年4月5日）是蘇格蘭地理學家與氣象學家，對地理教學與發展氣象學成為一門科學系統有顯著貢獻。

## 生平
米爾生於英國蘇格蘭瑟索，1883年畢業於愛丁堡大學。1884年，米爾被任命為蘇格蘭海洋測站的物理與化學研究員。1887年，擔任大學講師並同時成為英國科學協會地裡學部門記錄員。1892年，被指派為倫敦皇家地理學會圖書館員。1901年，成為地裡學部門主席。1902年至1906年，為皇家氣象學會名譽秘書長。1907年成為該學會主席。
他也參與氣象學相關的計畫與委員會，包括國際海洋研究會議（1901—1908）、英國樞密院貿易委員會的不列顛群島水利會議（19018）等。1901年，他成為英國雨量組織的理事和《英國雨量》（British Rainfal）與《西蒙斯氣象學雜誌》（Symons's Meteorological Magazine）的編輯。當1910年英國雨量組織轉換成信托機構後，他成為受託人主席直至1919年退休。1906年至1919年，他是都市水利理事會的雨量專家。
在皇家地理學會所領導的南極探險（19世紀末至20世紀初）期間，米爾擔任該會秘書。他也是史考特、沙克爾頓的朋友和知己，由其與率領蘇格蘭國家南極探險（1902—1904）的威廉·斯皮爾斯·布魯斯更為交好。他建議布魯斯藉由參加南極鄧迪捕鯨探險（1892—1893）與其他北極地區探險活動，從藥學領域轉至極地探險領域。1923年，他出版第一本未刪減的沙克爾頓傳記。
米爾曾獲得皇家地理學會維多利亞獎章（1915年）、氣象學會西蒙斯獎章（1918年）、美國地理學會高倫獎章（1929年）。

## 紀念
為了紀念米爾的貢獻，比爾德摩爾冰川的一條支流被命名為米爾冰河85°10′S 168°30′E / 85.167°S 168.500°E。